# Аляскинский зоопарк
Аляскинский зоопарк — зоопарк, расположенный в городе Анкоридж. Является достопримечательностью штата Аляска и принимает приблизительно 200 тысяч посетителей в год.
Помимо всего прочего, зоопарк специализируется в области образования, научных исследований, охраны дикой природы и реабилитации животных (многие животные зоопарка были найдены брошенными или ранеными).

## История
В 1966 году компания Crown Zellerbach проводила соревнования, главным выигрышем которого являлись либо 3000 долларов, либо слонёнок. Победитель соревнования, местный продавец продовольственных товаров Джэк Снайдер, выбрал последнего. Таким образом, двухлетняя азиатская слонёнок-девочка была доставлена в Аляску. В конечном итоге Сайдер передал слонёнка госпоже Сэмми Сиуэл, которая владел лошадиным ранчо с отапливаемым стойлом, единственным таким в Анкоридже, которое оказалось доступно. Местное население всё чаще посещало слонёнка (звали, которую Анабелль), а поэтому Сэмми Сиуэл пришла к мысли, что в Анкоридже нужно место, где люди бы смогли посещать животных и узнавать о них новое. В 1968 году она возглавила небольшую группу людей, которые поддержали создание некоммерческой организации. В 1969 году был открыт детский Аляскинский зоопарк, который принимал к себе брошенных и раненых животных, нуждающихся в укрытии.

## Охрана природы
Аляскинский зоопарк также вовлечён в области охраны природы, научных исследований и образования. Он участвует в программе по защите тигров, снежных леопардов и полярных медведей. Кроме того, зоопарк также сотрудничает с Аляскинским университетом в Анкоридже в области животноводства.

## Виды
В настоящее время в зоопарке обитает более 100 птиц и млекопитающих: 46 различных видов. При этом именно в этом зоопарке обитает наибольшее количество коренных для Аляски видов.
Млекопитающие
- Альпака
- Красная белка
- Амурский тигр
- Песец
- Двугорбый верблюд
- Чёрный медведь
- Бурый медведь
- Канадская рысь
- Северный олень
- Койот
- Баран Далла
- Домашний кролик
- Серый волк
- Тюлень
- Седой сурок
- Баран Иакова[англ.]
- Малая бурая ночница
- Миниатюрный осёл
- Американский лось
- Снежная коза
- Овцебык
- Нигерийская карликовая коза[англ.]
- Североамериканский дикобраз
- Северная летяга
- Полярный медведь
- Обыкновенная лисица
- Канадская выдра
- Чернохвостый олень (подвид sitkensis)
- Ирбис
- Як

Птицы
- Белоголовый орлан
- Pica hudsonia
- Мохноногий сыч
- Ворон
- Беркут
- Бородатая неясыть
- Виргинский филин
- Кряква
- Ястреб-тетеревятник
- Ястребиная сова
- Corvus caurinus
- Сапсан
- Краснохвостый сарыч
- Болотная сова
- Белая сова
- Лебедь-трубач